# Тетрагидроксостаннат(II) натрия
Тетрагидроксостаннат(II) натрия — неорганическое соединение,
комплексный гидроксид натрия и олова с формулой Na2[Sn(OH)4],
бесцветные кристаллы.

## Получение
- Реакция гидроксидов олова и натрия:

{\displaystyle {\mathsf {2NaOH+Sn(OH)_{2}\ {\xrightarrow {}}\ Na_{2}[Sn(OH)_{4}]}}}

## Физические свойства
Тетрагидроксостаннат(II) натрия образует бесцветные кристаллы.
Растворяется в воде.

## Применение
- Восстановитель в органическом синтезе.